# Austeridade

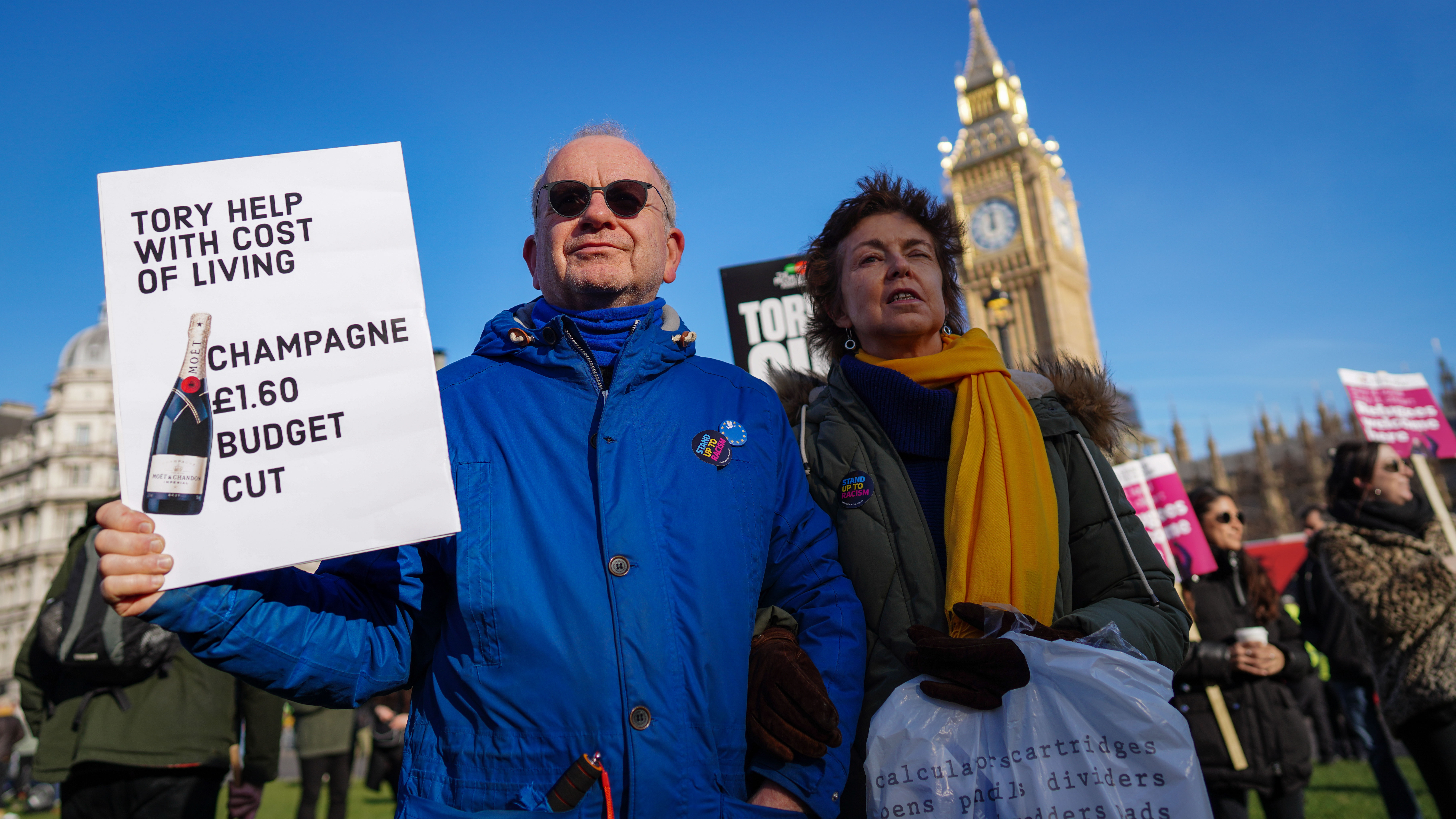
protestos

Austeridade é um conjunto de políticas político-económicas que visam reduzir os déficits orçamentários do governo por meio de cortes de gastos, aumento de impostos ou uma combinação de ambos. As medidas de austeridade são frequentemente utilizadas por governos que têm dificuldade em contrair empréstimos ou cumprir as suas obrigações existentes de pagar os empréstimos. As medidas têm como objetivo reduzir o déficit orçamentário, aproximando as receitas do governo das despesas. Isso reduz a quantidade de empréstimos necessários e também pode demonstrar a disciplina fiscal do governo para os credores e agências de classificação de crédito e, como resultado, tornar o empréstimo mais fácil ou mais barato. Austeridade é decorrente nas discussões de Economia, com principalmente liberais ortodoxos e por "Austríacos" defendendo completamente a sua necessidade e com Economistas "desenvolvimentistas" e marxistas contra a austeridade fiscal 
Na Europa, essa discussão é comum em muitos países e virou tema central de diversos debates políticos entre grandes nomes da política europeia, não possuindo claramente um "lado político", já que existem pessoas do lado mais a esquerda do debate público que defendem e criticam a austeridade fiscal, e a mesma coisa na Direita Política, que frequentemente defende que estas causam sofrimento.
Podemos ter como exemplo de pessoas da Esquerda Política que não gostam das medidas de Austeridade, temos Ólafur Ragnar Grimsson, que já assumiu o cargo de presidente da Islândia relata que, segundo sua visão, a Islândia conseguiu sair da Crise de 2008 que abalou o mundo, pois, houve uma recusa de seu governo, a adotar as medidas de austeridade fiscal. Outro exemplo de nomes da Esquerda Política contra a Austeridade Fiscal é François Hollande, ex-presidente francês que ganhou a eleição de 2012 na França, usando uma bandeira contra as medidas de Austeridade Fiscal.
Por outro lado, podemos observar nomes da Esquerda, que apoiam as medidas de austeridade fiscal, como o Presidente da Áustria van der Bellen que é apoiador de medidas ortodoxas e austeras, combatendo um populismo anti-austero por parte da Direita Austríaca, como Helle Thorning-Schmidt, ex-primeira-ministra da Dinamarca que acredita na conciliação da Austeridade Fiscal com Alto Crescimento Económico que é um ponto, onde Pessoas que são contra a Austeridade Fiscal, alegam que são incompatíveis.
Olhando no lado mais a Direita, temos a Alemã, Angela Merkel como a Grande Representante da Austeridade na Europa , como também podemos ver a austeridade no Governo de Mariano Rajoy, ex-primeiro ministro espanhol que foi marcado por estas medidas, como também, vemos nomes como Boris Johnson, Primeiro-Ministro Britânico que é contra a austeridade.

## Governos austeros

### Jimmy Carter
Foi o 39.° presidente dos Estados Unidos. Ao chegar à presidência, aplicou diversos processos de desregulamentação da economia norte-americana. Até 1970, os preços das passagens áreas do país eram regulados pelo governo, junto com o monopólio de concessões às empresas aéreas, que impedia a entrada de concorrentes. No ano de 1978, Carter aboliu a agência reguladora Civil Aeronautics Board, que controlava todo o mercado de aviação do país, permitindo, pela primeira vez, a livre concorrência no setor. Carter também desregulamentou o setor de transportes de cargas por caminhões e trens. Em agosto de 1979, Carter nomeou, como presidente do Federal Reserve (Banco Central americano), Paul Volcker. Este subiu a taxa básica de juros para 20%, quebrando a estagnação econômica do país na época.

### Roger Douglas
Eleito pelo Partido Trabalhista na Nova Zelândia em 1981, Douglas adotou diversas reformas para conter o enorme déficit orçamentário e a inflação que já passava dos dois dígitos. Em seu governo houve a redução de privilégios, abolição de tarifas protecionistas, retirada de subsídios, redução de impostos, redução de gastos e redução geral da máquina pública com a demissão de vários funcionários públicos. A economia apresentou níveis de recuperação e a produtividade aumentou.

### Pedro Passos Coelho
Foi primeiro-ministro de Portugal entre 2011 e 2015, assumiu o cargo após o anterior governo ter pedido um resgate financeiro ao FMI, BCE e CE (vulgo Troika) por o país estar muito próximo de uma bancarrota financeira. Este resgate que ajudou Portugal, foi negociado com a TROIKA, e implicou a assinatura de um memorando com medidas pesadas de austeridade sobre as empresas, funcionários públicos, pensionistas, etc. Porém, o governo de Passos Coelho foi criticado por ir "para além (do memorando) da TROIKA", ou seja, por aplicar mais austeridade do que aquela que tinha sido imposta pela Troika. Mas foi através destes grandes sacrifícios que o país fez em 3 anos de programa de assistência financeira (2011-2014), que Portugal saiu da crise em que estava mergulhado. No entanto, o governo de Passos Coelho fica conhecido por ser um dos mais senão o mais austero que Portugal teve.